# Sainthood
Sainthood är det sjätte studioalbumet av den kanadensiska popduon Tegan and Sara, utgivet den 27 oktober 2009 på Vapor Records och Sire Records. Till detta album, som behandlar romantiska ideal, skrev duon för första gången låtar tillsammans, fastän bara en av dem fick en plats på den slutliga låtlistan. Sainthood producerades av Chris Walla och Howard Redekopp och spelades in live med Tegan, Sara, Walla och två andra studiomusiker vid Sound City Studios i Los Angeles. Musikaliskt sett har albumet influenser från 1980-talspop, new wave och punkrock.
På topplistorna nådde Sainthood fjärde plats i Kanada och plats 21 i USA och Australien. Duon låg även på Canadian Hot 100 för första gången med singeln "Hell". Musikkritiker var generellt positiva till albumet och berömde dess energi och medryckande låtar. Det fick en nominering vid 2010 års Juno Awards i kategorin "Alternative Album of the Year" samt vid 2010 års upplaga av det kanadensiska musikpriset Polaris Music Prize. I september 2010 hade Sainthood sålt guld för 40 000 exemplar i Kanada.

## Bakgrund och låtskrivande

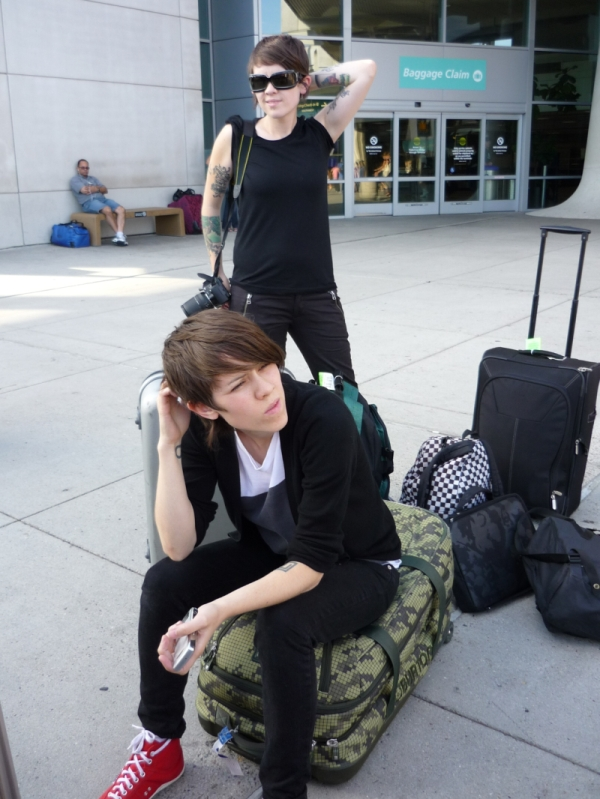
Till Sainthood skrev Tegan och Sara för första gången musik tillsammans.

Under sin amerikanska höstturné 2008 började Tegan and Sara skissa på ett uppföljaralbum till 2007 års The Con. Duon, som alltid hade skrivit sina låtar var för sig, bestämde sig att för första gången försöka sitta ner och skriva tillsammans i samma rum. De möttes upp i New Orleans i november 2008 och skrev sju låtar under en veckas tid, en upplevelse de beskrivit som "overklig" och "riktigt konstig". Fastän inga av låtarna kom med på albumet lade en av dem, "Sainthood", grund till hela albumets koncept, men kunde inte ges ut för att "den använde några Leonard Cohen-texter och de godkände inte det", har Tegan berättat. Gruppen hade influerats av Cohens låt "Came So Far for Beauty", i vilken textraden "I practiced all my sainthood" återfinns, som handlar om att bete sig som ett helgon för att vinna någons tillgivenhet, något som reflekterade systrarnas dåvarande kärleksliv. Detta beskrevs i Tegan and Saras officiella biografi (2009) som följande:
I förhållandens tjänst övar vi oss på att vara perfekta. Vi utövar vårt helgonskap i hopp om att vi ska belönas med tillbedjan. Samtidigt som vi drivs till att bli vad som helst för någon annan blir vi ibland martyrer för vår sak.
Låtskrivandet fortsatte fram till början av våren 2009, med romantiska ideal som genomgående tema. Även om gruppen hade upplevt sitt gemensamma arbete som ovant skrev de ytterligare några låtar tillsammans på distans; en av dessa var "Paperback Head", som senare valdes med på albumet. Tegan hade även börjat skriva musik tillsammans med Hunter Burgan från punkbandet AFI, som hade spelat bas på hennes låtar på The Con. "Den största skillnaden när jag skriver med Hunter är att jag inte är lika känslosam med musiken och mer öppen till förslag", har Tegan sagt. Tre av deras låtar kom med på albumet; "Don't Rush", "Hell" och "The Cure". Till slut hade duon skrivit och spelat in omkring 50 demolåtar, av vilka de 13 bästa valdes ut inför studioinspelningen.

## Inspelning och produktion
Liksom The Con producerades Sainthood av Chris Walla från Death Cab for Cutie, den här gången tillsammans med Howard Redekopp, medproducent på duons fjärde album So Jealous. Inspelningen påbörjades i maj 2009 vid den anrika Los Angeles-studion Sound City, där bandet tillbringade tre veckor. Walla bestämde sig för ett nytt tillvägagångssätt som innebar att spela in låtarna live som ett fullbordat band istället för att förlita sig på pålägg. Han förklarade, "[...] Om du har tid och möjlighet att ställa in och klippa något live som har en väldigt naturlig grund i sig, skulle det verka galet att inte testa det".
| Producenten Chris Walla (vänster) och trummisen Jason McGerr (höger). |  | Producenten Chris Walla (vänster) och trummisen Jason McGerr (höger). |
| Producenten Chris Walla (vänster) och trummisen Jason McGerr (höger). |  |                                                                       |

De fem musikerna – Tegan, Sara, gitarristen Ted Gowans, trummisen Jason McGerr (också från Death Cab for Cutie) och Chris Walla på bas – stod i samma rum och repade in låtarna 30-40 gånger innan de spelades in digitalt med Apple Logic. Keyboards, kopplade genom en mängd olika effektpedaler, spelades av både Tegan, Sara, Gowans och Walla. Tegan och Sara var till en början nervösa inför samspelet, Sara mindes: "Jag var livrädd för att spela låtarna live för att, ärligt talat, visste jag inte om jag kunde göra det". Tegan beskrev inspelningsprocessen som smidig men intensiv; tagningar gjordes så ofta att de fick återanvända de befintliga banden efter drygt en vecka. Med ett par dagars mellanrum reste de sedan vidare till McGerrs studio Two Sticks Audio i Seattle, där de tillbringade ungefär fyra veckor för att spela in sång och göra pålägg. Albumet mixades av Dave Sardy, utom "Arrow", "Northshore" och "The Ocean" som mixades av Walla, medan mastering gjordes av Stephen Marcussen.

## Musik
Duon var mycket nöjda över produktionen, Sara kommenterade: "Jag känner att, för första gången, det här är en gruppskiva. Det låter verkligen som att ett band gått in i ett rum och spelat musik." De förvånades också över hur så få instrument och sparsam användning av pålägg kunde ge ett så fylligt resultat; "Med en del låtar, som 'The Cure', fanns det trummor, bas, två gitarrspår, orgel, sång; det är inte så kompakt. På ett märkligt sätt öppnade det upp musiken så att den upplevdes större", sa Tegan.
Låtarna på Sainthood har ett stundvis varierat sound som dels beskrivits som glatt och dansant, dels tungt och punkinfluerat. Rockiga gitarrer varvas med elektroniska texturer från keyboards. Spin kommenterade att "Sainthood har en tjock postpunk-muskulatur som är ny för duon". "Jag tycker den är väldigt mörk. Den är fortfarande väldigt poppig men det är ett ganska mörkt album", har Tegan sagt. Musikkritiker fann likheter mellan det elektroniska soundet i "Alligator" och tidiga Madonna medan låtar som "The Ocean", enligt Examiner.com, "uppvisar jangle pop-liknande gitarreverb och känslomässigt krystad sång likt det klassiska soundet hos riot grrrl-föregångarna Team Dresch eller Longstocking". Joshua Klein på Pitchfork Media menade att låtar som "Don't Rush", "Hell", "The Cure" och "The Ocean" teoretiskt sett är powerpop men att deras sammanflätade kvalitet får dem att ligga närmare new wave.

## Förpackning
Skivomslaget visar Sara i en svartvitrandig tröja stående mot en vit vägg med ett hål i som Tegan sticker ut ansiktet genom. Under hålet har en kropp målats upp, så att det ser ut som om Tegan står bredvid Sara iförd en likadan tröja. Omslaget fotograferades av Pamela Littky och formgavs av EE Storey, Saras före detta flickvän, som tidigare hade ansvarat för omslagen till So Jealous, The Con och andra relaterade utgivningar. EE Storey visste att hon ville använda ett foto som omslag och kom att tänka på sådana fotoskärmar med skämtsamma motiv som ofta finns på nöjesfält. Hon sa att "Jag tänkte på att göra det för att spela på idén om arketyper, fasader och falskheter".

## Lansering och mottagande
Sainthood släpptes genom Vapor Records och Sire Records den 27 oktober 2009 (en dag tidigare i Storbritannien) och bandet marknadsförde albumet med en turné som inleddes vid Orpheum Theatre i Los Angeles den 25 oktober. Albumet gick in på plats 21 på Billboard 200 i USA och sålde 22 665 exemplar under första veckan. Det listnoterades på fjärde plats i Kanada, plats 21 i Australien och plats 92 i Belgien. I september 2010 hade Sainthood sålt guld för 40 000 exemplar i Kanada och i december 2013 uppgav Billboard 115 000 sålda exemplar i USA.

### Kritisk respons
Sainthood möttes av övervägande positiv kritik i musikpressen. Tim Sendra på Allmusic kommenterade att "det är betydligt mer energi och glöd på den här skivan". The A.V. Club gav albumet betyget A− och recensenten Noel Murray beskrev duons låtskrivande som underskattad, även om han betraktade skivan som en kopia av The Con. BBC Music föredrog Saras låtar framför Tegans: "Saras låtar är vimsiga, fyndiga, tungt elektroniska angelägenheter: kalla, nakna öppnaren 'Arrow', den sjösjuka, okroppsliga 'Night Watch' och barockdiscon i 'Alligator' är alla hennes låtar och alla albumets höjdpunkter". En negativ recension kom från Drowned in Sound, vars skribent Andrzej Lukowski ifrågasatte duons roll som rockartister och menade att "[...] Sainthood osannolikt [kommer] göra dig hundraprocentigt nöjd".
Joshua Klein på Pitchfork Media skrev att "albumet är smittande men tillräckligt avancerat för att lyckas undvika att bli publikfriande". PopMatters sammanfattade Sainthood som "kraftfullt", och Slant Magazines recensent Kevin Liedel gav albumet betyget 4/5 och beskrev det som "genialisk indiepop". Mikael Wood på Spin menade att duons nyvunna mognad var klädsam och att systrarna "som skriver betydligt mer övertygande om romantisk besatthet än det stora flertalet i gebitet [...]".

### Singlar
Albumets första singel, "Hell", släpptes tidigare samma månad, den 2 oktober. Den blev Tegan and Saras första singel på Canadian Hot 100 där den uppnådde plats 56. Duon framförde låten på The Tonight Show with Conan O'Brien den 2 november. Uppföljarsingeln "Alligator" släpptes med ett stort antal remixer och nådde plats 32 på Billboard-listan Hot Dance Club Songs. Fastän inga fler singlar släpptes gjordes ytterligare två musikvideor till "On Directing" och "Northshore", båda regisserade av Angela Kendall.

### Relaterade utgivningar
I samband med Sainthood utgavs även en samlingsbox med tre böcker; ON, IN och AT. Böckerna bestod bland annat av texter av artisterna Dallas Green, Northern State och An Horse (ON), en dokumentation av duons låtskrivarmöte i New Orleans (IN) och berättelser från deras sista turné för The Con (AT). Under 2010 års upplaga av Record Store Day den 17 april släppte Tegan and Sara en exklusiv vinylskiva, Saints: Live, i 2500 exemplar. Skivan innehöll fyra livespår ("Alligator", "Hell", "The Cure" och "On Directing") inspelade vid AOL Studios den 27 oktober 2009.

## Låtlista
Albumkonvolutet listar Tegan Quin och Sara Quin som låtskrivare, utom där annat anges.
| Nr           | Titel                                        | Längd |
| ------------ | -------------------------------------------- | ----- |
| 1.           | Arrow                                        | 3:06  |
| 2.           | Don't Rush (T. Quin, S. Quin, Hunter Burgan) | 2:43  |
| 3.           | Hell (T. Quin, S. Quin, Burgan)              | 3:24  |
| 4.           | On Directing                                 | 2:46  |
| 5.           | Red Belt                                     | 2:11  |
| 6.           | The Cure (T. Quin, S. Quin, Burgan)          | 3:22  |
| 7.           | Northshore                                   | 2:04  |
| 8.           | Night Watch                                  | 2:33  |
| 9.           | Alligator                                    | 2:42  |
| 10.          | Paperback Head                               | 2:38  |
| 11.          | The Ocean                                    | 3:06  |
| 12.          | Sentimental Tune                             | 3:23  |
| 13.          | Someday                                      | 2:57  |
| Total längd: | Total längd:                                 | 36:55 |

| 14.          | Wrists       | 2:48  |
| 15.          | Light Up     | 2:19  |
| Total längd: | Total längd: | 42:02 |

| 16.          | It Was Midnight | 2:03  |
| Total längd: | Total längd:    | 44:05 |

## Medverkande
- Tegan Quin – sång, gitarr, keyboard
- Sara Quin – sång, gitarr, keyboard, slagverk
- Andy Brohard – tekniker
- EE Storey – grafisk formgivning
- Adam Fuller – tekniker
- Alec Gomez – tekniker
- Ted Gowans – gitarr, keyboard
- Petra Haden – fiol på "Sentimental Tune"
- Pamela Littky – fotografi
- Jackson Long – tekniker
- Stephen Marcussen – mastering
- Andrew Maury – tekniker
- Jason McGerr – trummor
- Howard Redekopp – producent
- Dave Sardy – ljudmix (spår 2–6, 8–10, 12, 13)
- Chris Walla – bas, keyboard, gitarr, slagverk, ljudmix (spår 1, 7, 11), producent

Medverkande är hämtade ur albumkonvolutet till Sainthood.

## Topplistor
| Lista (2009)                   | Högsta position |
| ------------------------------ | --------------- |
| Australien (ARIA Charts)       | 21              |
| Belgien (Ultratop Flandern)    | 92              |
| Kanada (Canadian Albums Chart) | 4               |
| USA Billboard 200              | 21              |

## Certifikat
| Land                  | Certifikat | Sålda ex. |
| --------------------- | ---------- | --------- |
| Kanada (Music Canada) | Guld       | 40 000    |

## Utgivningshistorik
| Land            | Datum           | Format              | Skivbolag   |
| --------------- | --------------- | ------------------- | ----------- |
| Internationellt | 23 oktober 2009 | Digital nedladdning | Vapor, Sire |
| Storbritannien  | 26 oktober 2009 | CD, LP              | Vapor, Sire |
| Kanada          | 27 oktober 2009 | CD, LP              | Vapor, Sire |
| USA             | 27 oktober 2009 | CD, LP              | Vapor, Sire |
| Frankrike       | 2 november 2009 | CD, LP              | Vapor, Sire |
| Tyskland        | 29 januari 2010 | CD, LP              | Vapor, Sire |